# Veïnat de l'Estació (Llofriu)
El veïnat de l'Estació és un dels quatre barris que conformen Llofriu. Els altres tres són la Barceloneta (Llofriu), el nucli antic i el barri de Roma. Es tracta d'un conjunt de cases agrupades a l'est del nucli antic i s'anomena "de l'Estació" perquè fa uns anys hi passava l'antic tren que unia Palamós i Girona. A més, hi ha el cementiri del poble, on està enterrat l'escriptor Josep Pla. També inclou una explotació ramadera i algunes empreses.

## Història
Tot i que no se n'han trobat gaires notícies ni documents històrics, podria ser que el barri es comencés a formar al voltant de dues grans masies o potser a conseqüència de la construcció, cap a l'any 1870, d'una caseta que servia d'estació de la línia Palamós-Girona-Banyoles. Després, el 1895, s'hi va inaugurar el Cementiri de Llofriu. No obstant, hi ha una masia, Ca les Estanyoles, que pel seu estil de construcció podria datar dels segles XVI, XVII o XVIII.

## Nuclis de població de Llofriu
- Llofriu (nucli antic)
- La Barceloneta
- Barri de Roma
- L'Estació